# Keys to Tulsa
Keys to Tulsa ist ein US-amerikanisches Filmdrama aus dem Jahr 1997. Regie führte Leslie Greif, das Drehbuch schrieb Harley Peyton anhand eines Romans von Brian Fair Berkey.

## Handlung
Richter Boudreau ist ein Sohn der berühmten Cynthia Boudreau, die ihm einen Job als Filmkritiker in der örtlichen Zeitung besorgte. Dem Kritiker droht die Entlassung, weil er häufig die Abgabetermine nicht einhalten kann. Boudreau leiht sich Geld von dem Drogenhändler Ronnie Stover, mit dessen Ehefrau Vicky ihn vor Jahren eine Beziehung verband. Boudreau ist immer noch in Vicky verliebt und hat mit ihr ein Verhältnis.
Stover erfährt von seiner Kundin Cherry, einer Tänzerin, dass Bedford Shaw eine mit ihr befreundete Prostituierte tötete. Sie soll Fotos besitzen, die die in einem Motelzimmer begangene Tat dokumentieren. Stover überredet Richter Boudreau, ihm bei der Erpressung zu helfen. Keith Michaels macht währenddessen Fotos von Boudreau und Vicky und droht, diese an Stover zu übergeben.

## Kritiken
Kevin Thomas schrieb in der Los Angeles Times vom 11. April 1997, das Drehbuch sei facettenreich und wirkungsvoll, der Regie des debütierenden Leslie Greif würden jedoch eine klare Linie und Stilsicherheit fehlen. Das Ergebnis sei amüsant, aber wirke unwahrscheinlich; es sei besser fürs Fernsehen als fürs Kino geeignet. Eric Stoltz sei „sehr gut“ in der Hauptrolle. Der Film beinhalte schwarzen Humor und „scharfe gesellschaftliche Beobachtungen“.

## Hintergründe
Der Film wurde in Dallas, in Fort Worth und in Tulsa gedreht. Er startete in den Kinos der USA am 11. April 1997.